# Stepping
Stepping is een plaats in de Deense regio Zuid-Denemarken, gemeente Kolding, en telt 390 inwoners (2007).